# Pixus corculum
Pixus corculum is een vlindersoort uit de familie van de prachtvlinders (Riodinidae), onderfamilie Riodininae.
Pixus corculum werd in 1929 beschreven door Stichel.